# David Acevedo
David Acevedo (20 febbraio 1937) è un ex calciatore argentino, di ruolo difensore.